# Anexită
Anexita sau boala inflamatorie pelviană (BIP), este o afecțiune datorată unui proces infecțios localizat la nivelul trompelor uterine și ovarelor (salpingoovarită), foarte frecventă la femeia tânără, uneori cu consecințe foarte grave: sarcini extrauterine, infertilitate.